# Aleksander Socha (urzędnik państwowy)
Aleksander Socha (ur. 16 września 1954 w Skąpem) – polski agronom, urzędnik i nauczyciel akademicki, doktor nauk rolniczych, w latach 2020–2021 wicewojewoda warmińsko-mazurski.

## Życiorys
Absolwent Technikum Rolniczego w Chełmnie-Grubnie. W 1979 ukończył studia na Wydziale Rolniczym Akademii Rolniczo-Technicznej w Olsztynie, specjalizując się w fizjologii roślin. W 1994 obronił tam doktorat na podstawie pracy pt. „Wpływ deficytu wodnego na rośliny pszenżyta i wartość reprodukcyjną ziarniaków”. Od ukończenia studiów pozostawał adiunktem na macierzystym wydziale, przekształconym w Wydział Biologii i Biotechnologii Uniwersytetu Warmińsko-Mazurskiego. Odbył też studia podyplomowe z zarządzania szkolnictwem wyższym (na Wydziale Zarządzania i Komunikacji Społecznej Uniwersytetu Jagiellońskiego), a także z zarządzania przedsiębiorstwem oraz obrotu i zarządzania nieruchomościami (na Uniwersytecie Warmińsko-Mazurskim w Olsztynie).
Zawodowo związany z macierzystą uczelnią, przekształconą następnie w Uniwersytet Warmińsko-Mazurski w Olsztynie, przez 24 lata zajmował różne stanowiska administracyjne w jej strukturach. Był szefem Biura Nauki i Współpracy z Zagranicą ART (1996–1999), następnie do 2005 dyrektorem administracyjnym. Później w latach 2005–2008 i 2012–2020 sprawował funkcję kanclerza uniwersytetu. W międzyczasie od 2009 do 2012 kierował spółką Olsztyński Zakład Komunalny.
Został członkiem partii Porozumienie. 24 stycznia 2020 został powołany na stanowisko drugiego wicewojewody warmińsko-mazurskiego, odpowiedzialnego m.in. za sprawy obywatelskie, infrastrukturę, ochronę zdrowia i rolnictwo.
13 sierpnia 2021, w związku z opuszczeniem koalicji rządzącej przez Porozumienie, złożył rezygnację z funkcji wicewojewody.